# Berry Lilja
Berry Arthur Lilja, född 21 maj 1950 i Nödinge församling i dåvarande Älvsborgs län, död 1 juni 2024 i Vaggeryd, var en svensk socialdemokratisk politiker. Han var kommunalråd och kommunstyrelseordförande i Vaggeryds kommun från 2011 till 2014. Som kommunstyrelseordförande efterträdde han Bengt Dahlqvist och efterträddes av Allan Ragnarsson.
Han gifte sig 1971 med Birgitta Englund (född 1950).